# سندبيس
سندبيس إحدى قرى مركز القناطر الخيرية التابع لمحافظة القليوبية بجمهورية مصر العربية.

## التاريخ
قرية سندبيس من القرى القديمة، واسمها الأصلي وقت الفتح الإسلامي لمصر «دسبندس»، وقد زعم محمد رمزي أن سندبيس هي دسبندس التي كانت إحدى القرى التي رابط فيها جند المسلمين بعد الفتح، وقد وردت باسم سندبيس في أعمال الشرقية ضمن قرى الروك الصلاحي التي أحصاها ابن مماتي في كتاب قوانين الدواوين، كما وردت باسم سندبيس من أعمال القليوبية ضمن قرى الروك الناصري التي أحصاها ابن الجيعان في كتاب «التحفة السنية بأسماء البلاد المصرية». وفي العصر العثماني كان اسمها في تربيع سنة 933هـ/1527م الذي أجراه الوالي العثماني سليمان باشا الخادم في عصر السلطان العثماني سليمان القانوني سندبيس ضمن قرى ولاية القليوبية، وفي تاريخ 1228هـ/1813م الذي عدّ قرى مصر بعد المسح الذي قام به محمد علي باشا باسم سندبيس ضمن قرى مديرية القليوبية.

## السكان
بلغ عدد سكان سندبيس 12,250 نسمة، حسب الإحصاء الرسمي لعام 2006.